# Гнех, Клеменс
Клеменс Гнех (пол. Klemens Gniech; 14 декабря 1933, Вейхерово — 27 апреля 2007, Мюнхен) — польский инженер-кораблестроитель и общественный активист, в 1976—1981 директор Гданьской судоверфи имени Ленина. Член забастовочного комитета во время рабочих протестов 1970—1971. Поддержал Межзаводской забастовочный комитет в августовской забастовке 1980, сотрудничал с профсоюзом Солидарность. Отстранён от должности при военном положении. После увольнения уехал в Германию, работал по специальности. Участвовал в общественной жизни Третьей Речи Посполитой.

## Судостроитель и директор
Окончил в Гданьске судостроительный техникум Конрадинум и судостроительный факультет Гданьского политехнического университета. В молодости был активистом Союза польской молодёжи, состоял в университетском правлении организации. С 1955 член правящей компартии ПОРП.
В 1958 Клеменс Гнех поступил работать на Гданьскую судоверфь имени Ленина. Работал сборщиком корпусов металлических судов, занимал инженерные должности, был начальником цеха. В 1971 возглавил на верфи производство корпусов. В 1973 назначен главным инженером — заместителем директора по техническим вопросам. С 20 апреля 1976 — директор судоверфи.

## Участник и сторонник забастовок

### Декабрь 1970
Клеменс Гнех пользовался авторитетом среди рабочих верфи. Несмотря на членство в ПОРП, он часто занимал протестную позицию, разделял социальные требования рабочих. В декабре 1970, когда на Балтийском побережье поднялись рабочие протесты из-за повышения цен, Гнех присоединился к протестующим и вошёл в состав забастовочного комитета (среди членов комитета был Ян Лабенцкий, будущий член Политбюро). Занимаемая должность предполагала контакты с представителями властей. Гнеху приходилось посещать оперативный штаб подавления, контактировать с партийным секретарём Кочёлеком и генералом Корчинским.
Подавление протестов сопровождалось сменой партийно-государственного руководства. Клеменс Гнех не подвергся преследованиям и при правлении Эдварда Герека получил повышение, возглавив судоверфь имени Ленина.

### Август 1980
В августе 1980 в Польше началась новая волна забастовочного движения. Центром стала именно Гданьская судоверфь. Клеменс Гнех вновь поддержал рабочих. На переговорах с бастующими он принял требования о повышении зарплаты, предоставил Межзаводскому забастовочному комитету (MKS) помещения, типографию, радиостанцию.

Директора Гнеха по-прежнему уважали в коллективе. Хотя он и был партийным, но не руководителем, и никогда не делал карьеры.

Клеменс Гнех участвовал в переговорах председателя MKS Леха Валенсы с вице-премьером ПНР Мечиславом Ягельским. Впоследствии он отмечал страх и растерянность правительственной делегации, неприязнь Ягельского к рабочим, вынужденность диалога. Однако результатом переговоров стало подписание Гданьского соглашения, которое впервые за треть века в стране Восточного блока легализовало независимый профсоюз, получивший название Солидарность.

### Между профсоюзом и партией
С августа 1980 по декабрь 1981 Клеменс Гнех активно участвовал в социально-политических процессах. Он оставался членом ПОРП и не вступал в «Солидарность», однако в большинстве случаев занимал позицию оппозиционного профсоюза в конфликтах с правящей партией. Взаимодействовал с председателем «Солидарности» Лехом Валенсой и первым секретарём Гданьского воеводского комитета ПОРП Тадеушем Фишбахом.
Как правило, Гнех находил взаимоприемлемые решения в сложных социальных ситуациях на предприятии. Активно содействовал возведению памятника павшим рабочим верфи. О нём отзывались как о человеке компетентном, деловом и коммуникабельном, способном говорить и с рабочими, и с партийными функционерами.

### Конфликт и увольнение
13 декабря 1981 в ПНР было введено военное положение. Установился военно-партийный режим во главе с WRON и «Директорией» генерала Ярузельского. «Солидарность» была запрещена. Забастовку Гданьской судоверфи подавило спецподразделение ЗОМО при поддержке армейского танкового полка.
От директора потребовали представить властям список неблагонадёжных рабочих, но он ответил отказом. После этого Клеменс Гнех, известный симпатиями и связями с «Солидарностью», был отстранён от должности директора милитаризованной судоверфи. Он продолжал поддерживать связь с рабочими активистами. Выступал свидетелем защиты на суде над забастовщиками, заявил, что за две недели августа 1980 бастующие рабочие не причинили такого ущерба, как бойцы ЗОМО за один день 16 декабря 1981 (штурм Гданьской судоверфи силами WRON).
Клеменс Гнех был переведён на должность главного строителя судоверфи, затем вскоре уволен. Около года был без работы, пытался трудоустроиться в Панаме и Колумбии. Некоторое время работал инженером на Верфи Висла, уволен в декабре 1984.

## При новой Польше
После увольнения в 1985 Клеменс Гнех переехал на жительство в ФРГ. Работал инженером и трейдером на судоверфях Германии. После смены общественно-политического строя регулярно посещал Польшу, планировал вернуться на родину, приобрёл квартиру в Гданьске. Всю жизнь сохранял только польское гражданство, не обращаясь за немецким.
Из посмертно опубликованных записок Клеменса Гнеха следует, что он резко критически оценивал положение Гданьской судоверфи в середине 2000-х годов. Он писал о падении производства, многотысячных увольнениях, фактическом разорении верфи. Ответственность за это Гнех возлагал не на рабочих, не на администрацию верфи, а на экономическую политику центрального правительства. Особое огорчение высказывал Гнех из-за раздоров между лидерами и активистами «Солидарности», забвения заслуженных участников забастовки. По его словам, профсоюз «Солидарность» в Третьей Речи Посполитой не продолжает славных традиций и «лишь случайно носит то же название», что легендарная «Солидарность» 1980 года. В то же время Гнех считал вполне реальным восстановление производства на Гданьской судоверфи, предлагая выкупом активов государством и активное инвестирование. Он высоко оценивал забастовочное движение августа 1980, с ностальгией вспоминал те дни и тех участников, подчёркивал историческую правоту ранней «Солидарности», называл в целом успешными совершённые в Польше преобразования.
В 2005 Клеменс Гнех принял участие в торжествах 25-летия «Солидарности». В конце года выступал свидетелем в Варшавском окружном суде на процессе Станислава Кочёлека. Бывший член Политбюро ЦК ПОРП обвинялся в организации убийств бастующих рабочих Труймяста в декабре 1970. Гнех сообщил, что был очевидцем разговора Кочёлека с Корчинским: на правах партийного руководителя Кочёлек давал генералу санкцию стрелять на поражение. Однако Кочёлек отрицал это (Корчинский к тому времени давно умер), а документальные подтверждения устной директивы отсутствовали. Осудить Кочёлека не удалось.

## Кончина
Скончался Клеменс Гнех в Мюнхене в возрасте 73 лет. Похоронен на кладбище Сребжиско в Гданьске. На траурной мессе в Оливском соборе присутствовали Лех Валенса и Тадеуш Фишбах.

## Кинообраз
Клеменс Гнех выведен как персонаж в фильме Анджея Вайды «Валенса. Человек из надежды». Его роль исполнил Мирослав Бака.